# Cantó de Lumbres
El cantó de Lumbres és un cantó francès del departament del Pas de Calais, situat al districte de Saint-Omer. Té 33 municipis i el cap és Lumbres.

## Municipis
- Acquin-Westbécourt
- Affringues
- Alquines
- Bayenghem-lès-Seninghem
- Bléquin
- Boisdinghem
- Bouvelinghem
- Cléty
- Coulomby
- Delettes
- Dohem
- Elnes
- Escœuilles
- Esquerdes
- Hallines
- Haut-Loquin
- Ledinghem
- Leulinghem
- Lumbres
- Nielles-lès-Bléquin
- Ouve-Wirquin
- Pihem
- Quelmes
- Quercamps
- Remilly-Wirquin
- Seninghem
- Setques
- Surques
- Vaudringhem
- Wavrans-sur-l'Aa
- Wismes
- Wisques
- Zudausques

## Història
| Data d'elecció                           | Identitat          | Partit           | Qualitat |
| ---------------------------------------- | ------------------ | ---------------- | -------- |
| 1945-1979                                | Bernard Chochoy    | SFIO, després PS |          |
| 1979-1988                                | Jean-Claude Quenon | PS               |          |
| 1988-                                    | Jean-Claude Leroy  | PS               |          |
| les dades anteriors no són pas conegudes |                    |                  |          |
|                                          |                    |                  |          |

## Demografia
| A partir de 1990: Població sense dobles comptes |